# 白花野火球
白花野火球（学名：Trifolium lupinaster var. albiflorum）为豆科车轴草属下的一个变种。

## 扩展阅读
- 維基物種上的相關：白花野火球